# Avesta BK
Avesta BK, Avesta Bandyklubb, är en sportklubb från Avesta i Dalarna. Verksamheten startade 1932 med bandy. Numera är klubben främst inriktad på ishockey. Andra grenar som funnits med i klubbens program genom åren är hastighetsåkning på skridskor och konståkning.

## Bandy
Klubben bildades 1932, med bandy. Bandyn dog ut i samband med att ishockeyn växte i popularitet.

## Ishockey
Klubben tog upp ishockey på programmet 1948. Den 18 februari 1949 spelade klubben sin den första ishockeymatch i Sala mot klubben Norden. Avesta BK förlorade med 1-4. I början av 1960-talet anlades konstfrusen landisbana, och 1981 byggdes den nuvarande ishallen i samarbete med Avesta Kommun.

### Säsonger i högre divisioner
Till säsongen 1956/57 hade Avesta avancerat till Division II. I början hade de svårt att hålla sigg kvar och flyttades upp och ner några gånger mellan divisionerna. 1964 kom ett trendbrott med en tredjeplacering och de två följande säsongerna vann man serien. 1966 placerade man sig dessutom på en andraplats i kvalet till Allsvenskan och fick därmed en plats i högsta serien. Där placerade man sig dock sist och flyttades tillbaka till division II där man höll sig kvar till 1975.
| Säsong                              | Division             | Placering | Playoff/Kval                  |
| ----------------------------------- | -------------------- | --------- | ----------------------------- |
| 1956/1957                           | Division II Östra A  | 5         |                               |
| 1957/1958                           | Division II Östra A  | 7         | nerflyttade                   |
| 1958–60 spelade man i Division III. |                      |           |                               |
| 1960/1961                           | Division II Östra A  | 7         | nerflyttade                   |
| 1961/62 spelade man i Division III. |                      |           |                               |
| 1962/1963                           | Division II Östra A  | 5         |                               |
| 1963/1964                           | Division II Västra A | 3         |                               |
| 1964/1965                           | Division II Västra A | 1         | 4:a i kvalserien              |
| 1965/1966                           | Division II Västra A | 1         | 2:a i kvalserien, uppflyttade |
| 1966/1967                           | Division I Södra     | 8         | nerflyttade                   |
| 1967/1968                           | Division II Västra A | 4         |                               |
| 1968/1969                           | Division II Västra A | 3         |                               |
| 1969/1970                           | Division II Västra A | 3         |                               |
| 1970/1971                           | Division II Västra A | 6         |                               |
| 1971/1972                           | Division II Västra A | 4         |                               |
| 1972/1973                           | Division II Västra A | 6         |                               |
| 1973/1974                           | Division II Västra A | 6         |                               |
| 1974/1975                           | Division II Västra   | 9         | nerflyttade                   |

I samband med serieomläggningen 1975 flyttades Avesta ner till tredjedivisionen, men till 1976 var man tillbaka i andradivisionen som nu hade namnet Division I. Storhetstiden var dock över och man kvalade nedåt istället för uppåt och det blev många nerflyttningar till tredjedivisionen. Efter serieomläggningen 1999 fick man spela i den nya Division 1 som nu var tredjeliga, men 2003 åkte man ur även Division 1 och har sedan dess aldrig återkommit. Två gånger, 2009 och 2016, har man spelat i kvalserien – men utan att gå upp.
| Säsong                               | Division            | Placering | Vårserie                  | Playoff/Kval                      |
| ------------------------------------ | ------------------- | --------- | ------------------------- | --------------------------------- |
| 1976/1977                            | Division I Västra   | 9         |                           |                                   |
| 1977/1978                            | Division I Västra   | 10        |                           | nerflyttade                       |
| 1978/1979 spelade man i Division II. |                     |           |                           |                                   |
| 1979/1980                            | Division I Västra   | 7         |                           |                                   |
| 1980/1981                            | Division I Västra   | 8         |                           |                                   |
| 1981/1982                            | Division I Östra    | 10        |                           | nerflyttade                       |
| 1982–1989 spelade man i Division II. |                     |           |                           |                                   |
| 1989/1990                            | Division I Västra   | 10        | 7:a i vårserien           | 2:a i kvalserien                  |
| 1990/1991                            | Division I Västra   | 10        | 7:a i vårserien           | 4:a i kvalserien, nerflyttade     |
| 1991/1992 spelade man i Division II. |                     |           |                           |                                   |
| 1992/1993                            | Division I Östra    | 3         | 4:a i fortsättningsserien |                                   |
| 1993/1994                            | Division I Västra   | 9         | 6:a i fortsättningsserien |                                   |
| 1994/1995                            | Division I Västra   | 7         | 8:a i fortsättningsserien | nerflyttade                       |
| 1995–1999 spelade man i Division II. |                     |           |                           |                                   |
| 1999/2000                            | Division 1 Västra A | 1         | 2:a i Allettan Västra     | 2:a i kvalserien till Allsvenskan |
| 2000/2001                            | Division 1 Västra A | 7         | 2:a i vårserien           |                                   |
| 2001/2002                            | Division 1 Västra A | 6         | 4:a i vårserien           |                                   |
| 2002/2003                            | Division 1 Västra A | 11        | 7:a i vårserien           | nerflyttade                       |

### Kända spelare
- Mats Åhlberg, senare Leksands IF, är en av de mer framgångsrika spelarna som fostrats i Avesta BK.
- Roger Lindqvist, spelare Leksands IF
- Nicklas Lidström började sin karriär i Skogsbo SK, men har även spelat för Avesta BK.
- Lars-Erik "Esa" Esbjörs värvades från Säters IF. Han spelade 10 säsonger för Västra Frölunda IF, och var från 1976 framgångsrik i Sveriges herrlandslag i ishockey, med 43 landskamper (bland annat Canada Cup 1976), samt 3 matcher i Sveriges B-landslag i ishockey ("Vikingarna"). Han fortsatte sedan som ledare/tränare i ungdomssektionen. Säsongen 1990/1991 tränade han Västra Frölunda HC:s seniorer (då han ersatte Lennart Åhlberg från Avesta, som sparkades under säsongen)
- Joakim Esbjörs, som spelat 10 säsonger i Frölunda HC.
- Jonas Esbjörs
- Kenneth Bergquist, Brynäs IF 1998-2003, Djurgårdens IF 2003-2004, Mora IK 2004-2008, HC Dmitrov, 2008-2009.
- Kent Lantz, Leksand 1979-1982, MODO 1986-1992